# Min søsters børn i Afrika
Min søsters børn i Afrika er en dansk film fra 2013. Filmen er instrueret af Martin Miehe-Renard.

## Handling
Onkel Erik og børnene vinder en tur til Afrika, hvor de får mulighed for at hjælpe de lokale rangere med at pleje de lokale vilde dyr, som bliver jaget og dræbt af de lokale krybskyttere som transporterer dem til et hemmeligt opbevaringssted til salg og videresending. De møder Fru Flinth og hendes niece Julia, som Jan er forelsket i, og de bliver stødt kærester under turen.

## Medvirkende
- Peter Mygind - Onkel
- Mille Dinesen - Fru Flinth
- Thomas Levin - John
- Robert Hansen - Leif
- Frida Luna Roswall Mattson - Pusle
- Lasse Guldberg Kamper - Michael
- Mathilde Høgh Kølben - Amalie
- Sebastian Kronby - Jan
- Rumle Risom - Blop
- Clara Rugaard-Larsen - Julie
- Ditte Hansen - Mor
- Troels Malling - Far